# Vádi esz-Szebua

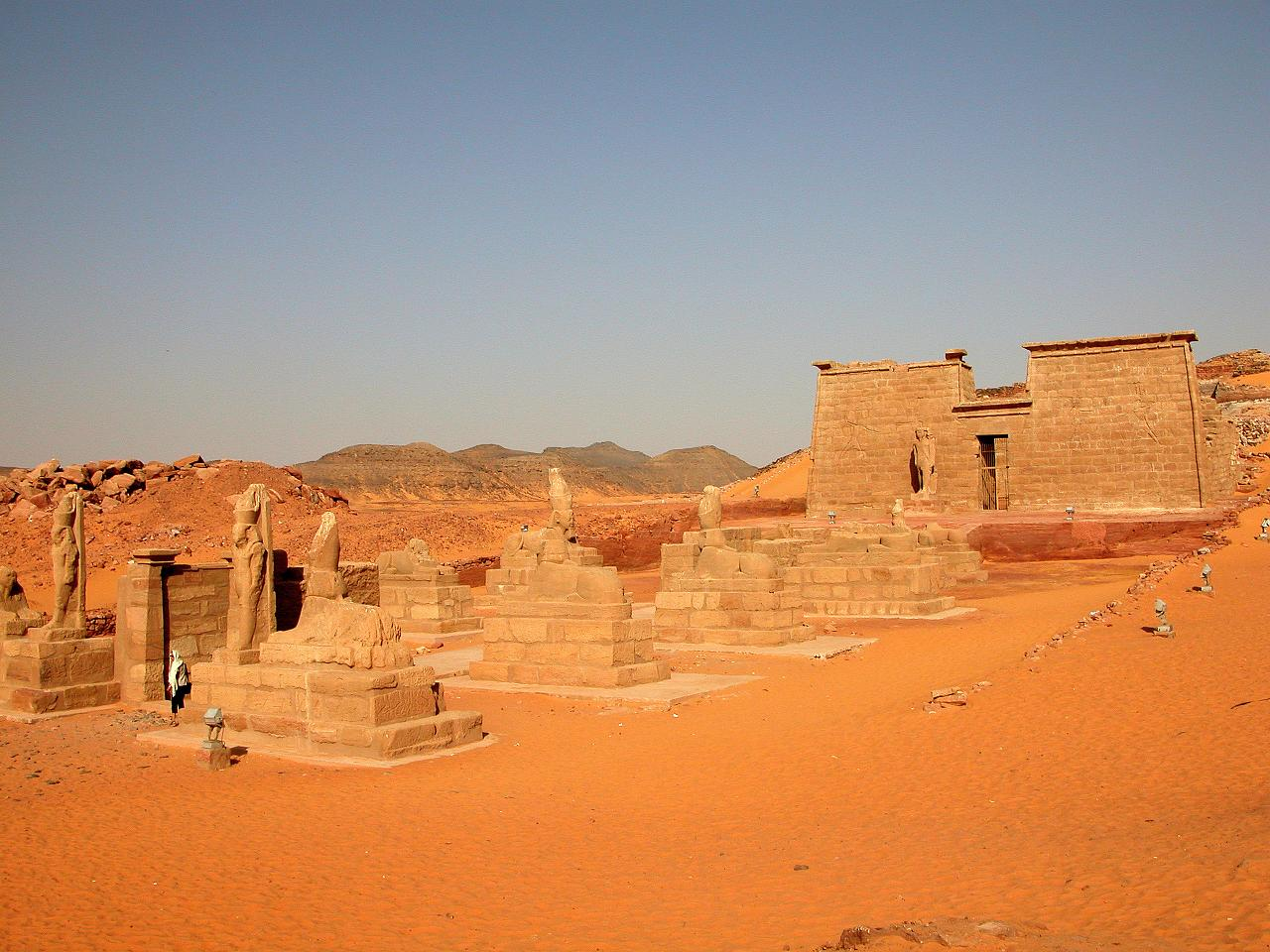
Vádi esz-Szebua, Núbia

Vádi esz-Szebua (وادي السبوع; „az oroszlánok völgye”) két újbirodalmi egyiptomi templomot jelöl Alsó-Núbiában, III. Amenhotep és II. Ramszesz templomát. Mai nevét a templomok előudvarához vezető, szfinxekkel szegélyezett út miatt kapta.

## III. Amenhotep temploma
Az első templomot ezen a helyen a XVIII. dinasztia egyik fáraója, III. Amenhotep építette, és később II. Ramszesz felújíttatta. Első formájában sziklába vágott, kb.3×2 méteres szentélyből és az eléépített, téglából épült előcsarnokból, előudvarból és pülónból állt, és részben falfestmények díszítették. A templomot eredetileg talán Hórusz egyik helyi alakjának építették, de az istenség ábrázolásait később átalakították Ámon ábrázolására. Az Amarna-korban Ámon ábrázolásait megrongálták, II. Ramszesz azonban később helyreállíttatta és kibővítette a templomot.

## II. Ramszesz temploma

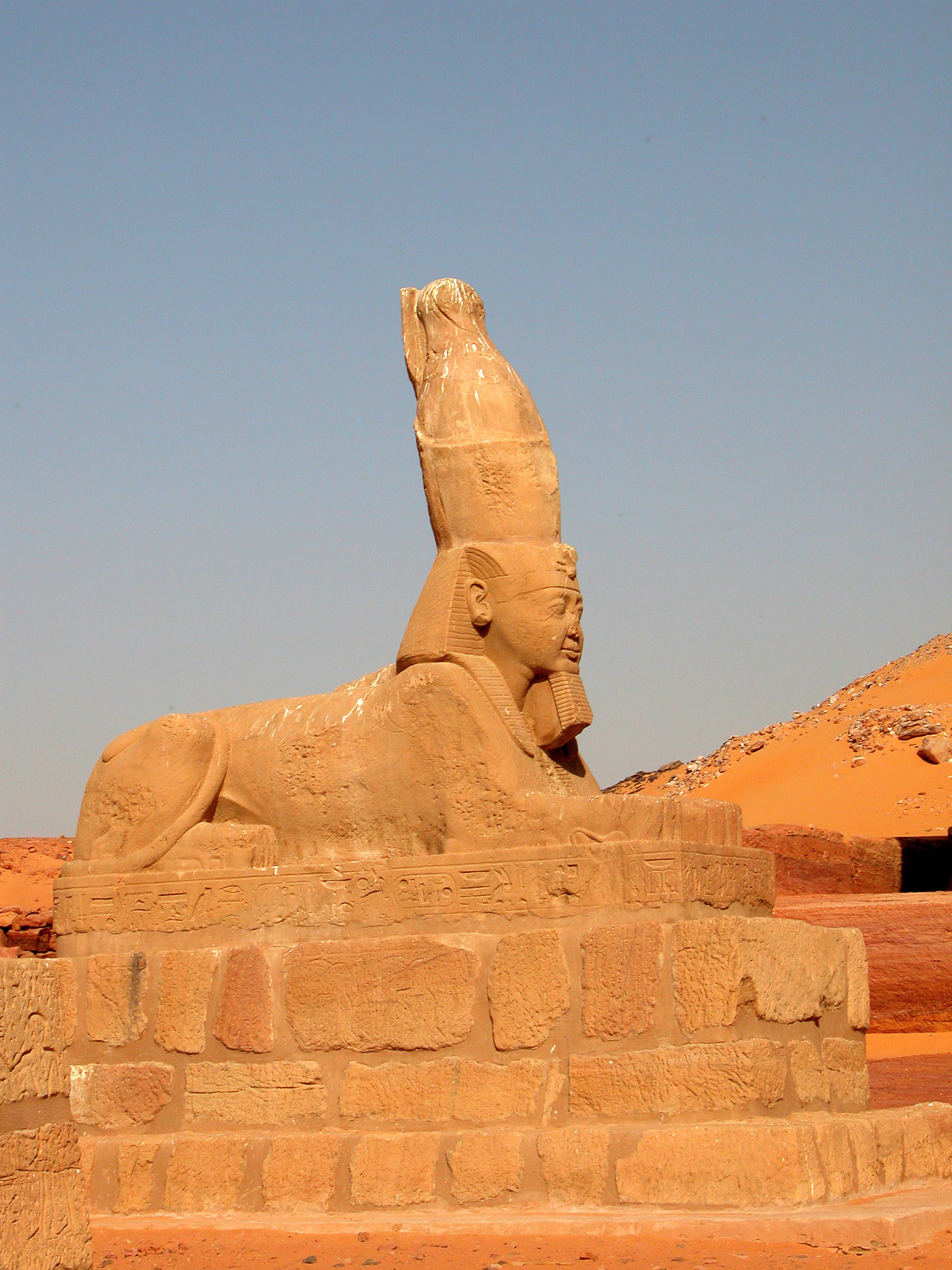
II. Ramszesz szfinxe a templom előtt

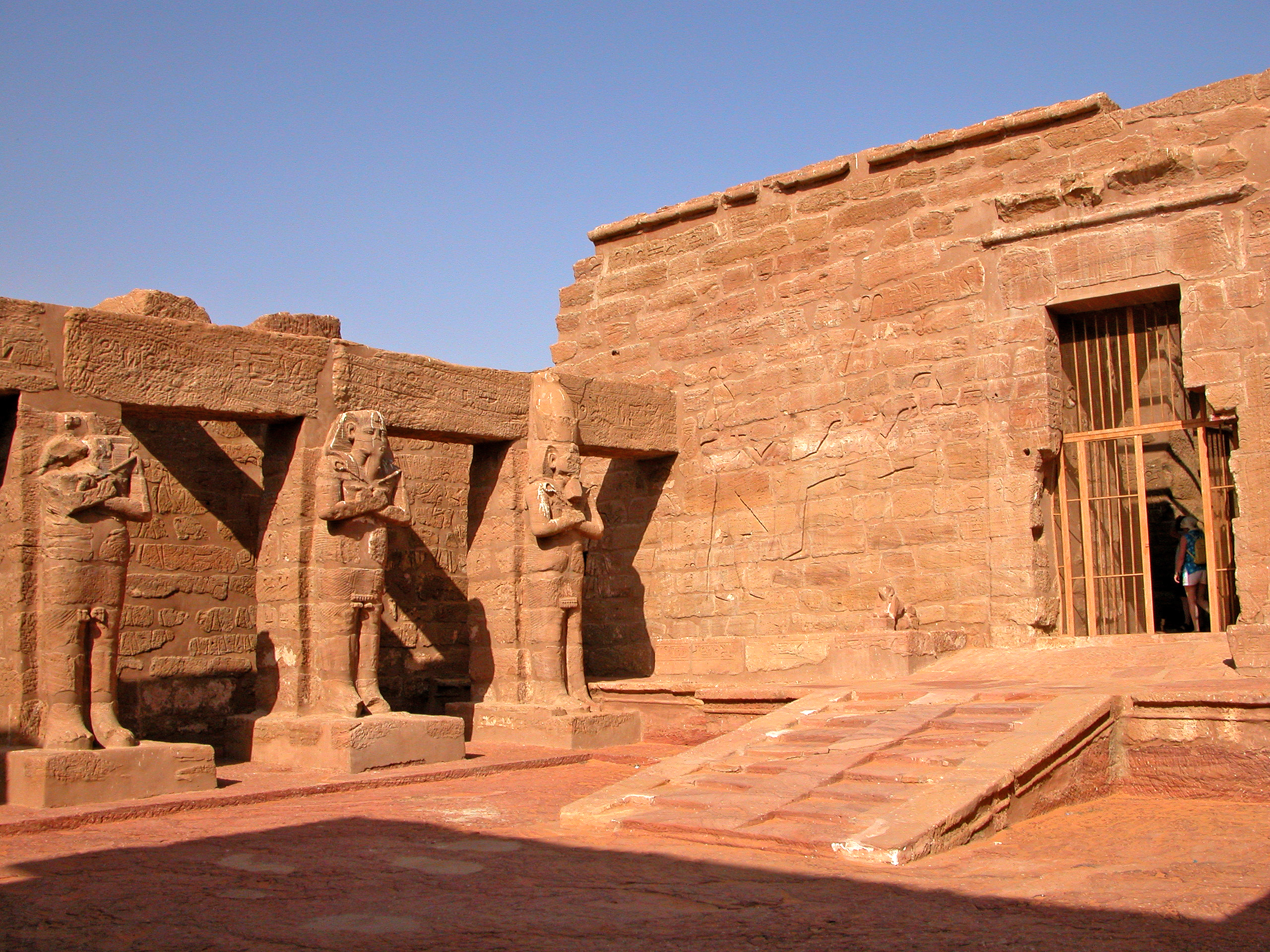
A templom előudvara

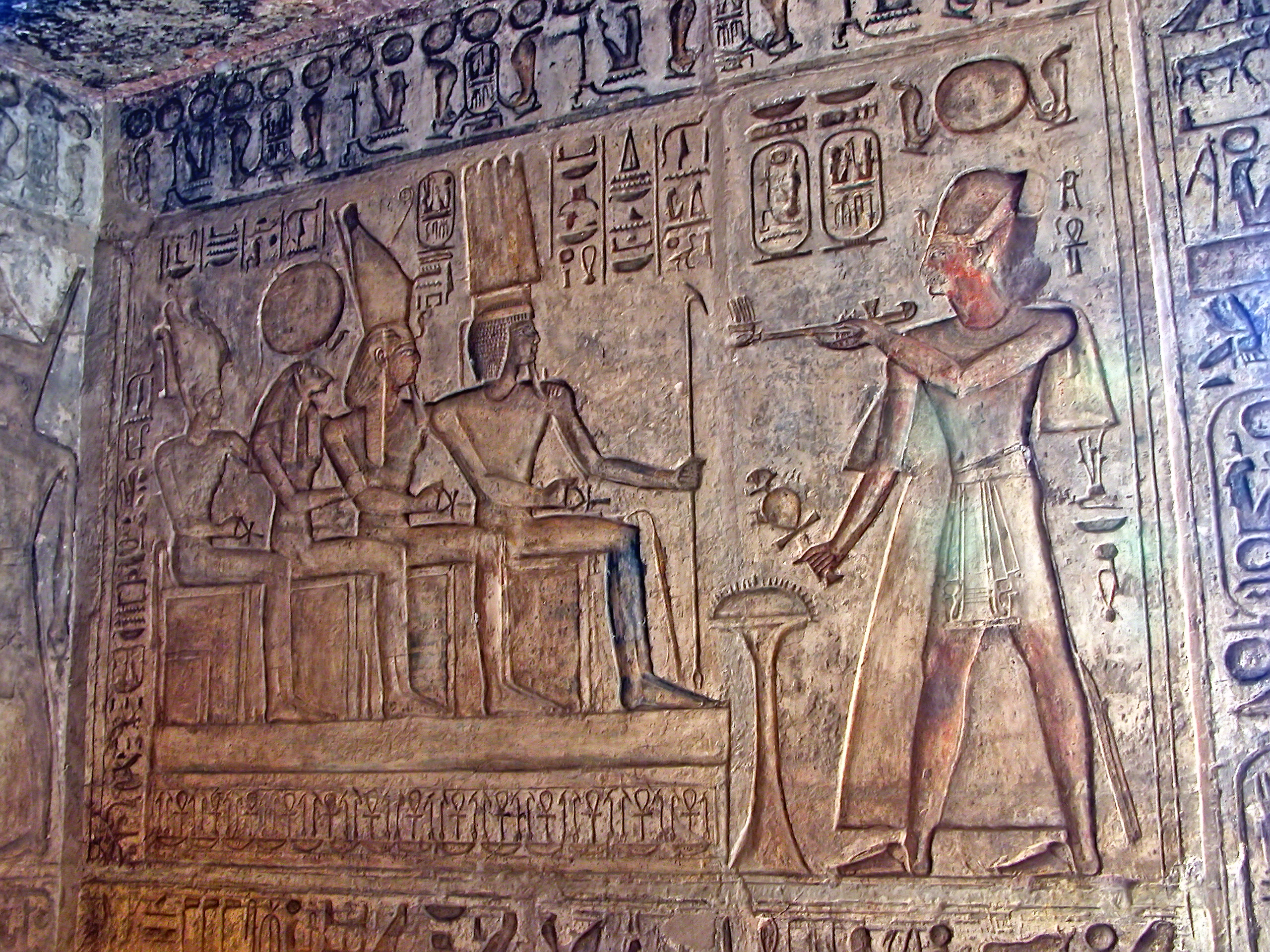
II. Ramszesz áldozatot mutat be az isteneknek

A Vádi esz-Szebuában álló másik, nagyobb templom a Ramszesz-Meriamon temploma Ámon birtokán, amely Amenhotep templomától kb. 15 méterre északkeletre épült. A templom abban a nyers núbiai stílusban épült, amely Ramszesz pár nagyobb épületét jellemezte. Kús alkirálya, Szétau korabeli ábrázolásai alapján a templomot Ramszesz 35. és 50. uralkodási éve közt építették. Szétauról tudni, hogy a 38. és a 63. uralkodási év között szolgált Kús (Núbia) alkirályaként, és Ramszesz későbbi núbiai templomait is ő építette. A Vádi esz-Szebua-i templom Ramszesz harmadik olyan núbiai szentélye volt, amelyet sziklába vájtak és előudvart építettek elé. Az Asszuántól kb. 150 kilométerre délre, a Nílus nyugati partján álló templom jelentőségét az adta, hogy a ramesszida korban itt volt a karavánutak vége, itt állt az alkirály palotája, emellett a Nílus egy nehezen hajózható szakasza mellett állt, ahol a hajók nehezen tudtak árral szemben haladni. Itteni építkezéseinek vezetését Ramszesz az alkirályra, Szétaura bízta, akinek, ha a templomudvar szobrainak gyenge minőségéből indulunk ki, képzetlen, valószínűleg a líbiai oázisokból erővel idehozott munkaerővel és rossz minőségű építőanyagokkal kellett beérnie.
Ramszesz templomát kikötőnek és pihenőhelynek használták a hajósok, akik lefelé tartottak a Níluson. A templom három különböző részből állt: két, szfinxekkel díszített nyílt udvarból, egy nagy, Ozirisz-forma oszlopokkal díszített zárt udvarból, és a sziklába vájt szentélyből. A templom előtt egykor három pülón állt, de az első kettő rossz minőségű nílusi vályogtéglából épült, és összeomlott, csak a bennük lévő, kőből épült kapu maradt meg. Az első pülón az első udvarba vezet, ahol két emberfejű szfinx, valamint a fáraó két szobra áll; eredetileg az udvaron átvezető út két oldalán álltak, de ma csak a baloldali Ramszesz-szobor áll a helyén, a másik a sivatagban hever. A második pülónon át jutunk a második udvarba, amelyben négy sólyomfejű szfinx áll, ezek a miami, a mehai, a baki és az edfui Hóruszt jelképezik (utóbbi különös, mert Miam, Meha és Baki mellett Buhen Hóruszát várnánk Núbiában). Mindegyiknek a lába közt Ramszesz kis szobra áll, fején nemesszel, talapzatukon a felirat kijelenti, hogy „Ramszesz a szed-ünnepek ura, mint atyja, Ptah”. A második kapuból megmaradt részeken a „Ramszesz-Meriamon, a szed-ünnepek ura, mint Ptah” felirat áll, utalva az uralkodó hosszú életére. Közvetlenül a harmadik pülón előtt Ramszesz négy kolosszális szobra állt, amelyből ma már csak egy áll épen. A harmadik pülónt hagyományos egyiptomi stílusban díszítették: a fáraó lesújt ellenségeire, és áldozatot mutat be az isteneknek, köztük saját magának. Ezen áthaladva kezdődik a templom sziklába vájt része, egy oszlopos csarnokkal, melyet tizenkét, négyszögletes pillér alkot. Ebből a hat középsőt egykor az uralkodót Oziriszként ábrázoló szobrok díszítették, ezeket a kopt időkben kivésték, de a falakon az áldozati jelenetek megmaradtak, némelyiknek az eredeti színe is. Az előkamrából két oldalsó helyiség, két mellékkápolna és maga a szentély nyílik. Bár a szentélyfülkékben lévő szobrok elpusztultak, kétségkívül Ámon-Rét, Ré-Harahtit és magát II. Ramszeszt ábrázolták.

## Keresztény templomként

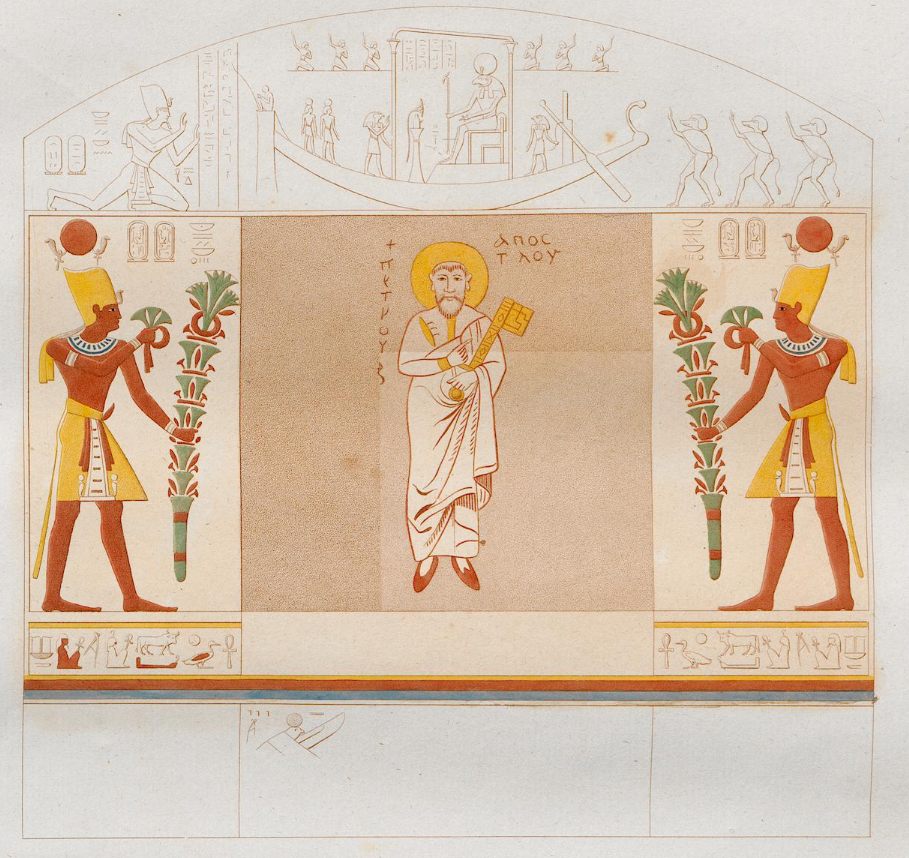
Szent Péter ábrázolása (7. század vége, 8. század eleje)

Az i. sz. 5. században a templomokat kopt keresztény templommá alakították. A reliefek egy részét levakolták, és Isten ábrázolásait festették rá. Ez a réteg segített megőrizni az eredeti reliefeket, melyek legszebb példái Ramszesz templomának szentélyében és oldalsó kápolnáiban találhatóak: színpompás jelenetek ábrázolják az Ámon-Ré és Ré-Harahti szent bárkáit imádó Ramszeszt. A templomban ma érdekes látványt nyújt a középső szentélyfülke, ahol a két isten szobrait a keresztények kivésték és Szent Pétert festették a helyükre; mikor a reliefeket borító vakolatot eltávolították, láthatóvá vált II. Ramszesz képe, aki most Szent Péternek nyújt virágot.

## A templom áthelyezése
Lásd még: Áthelyezett egyiptomi műemlékek listája
Az asszuáni gát építésekor a Vádi esz-Szebua-i templomokat is az a veszély fenyegette, hogy az újonnan létrejövő Nasszer-tó vize ellepi őket. 1964-ben a leletmentő akció során Egyiptom amerikai segítséggel darabokra bontotta a templomokat, majd új helyen építette fel őket, az eredeti helyszíntől négy kilométerre nyugatra. A közelből a dakkai templomot és a maharrakai templomot is ugyanerre a helyre, Új Vádi esz-Szebuába költöztették.

## Fordítás
- Ez a szócikk részben vagy egészben  a   Wadi es-Sebua című angol Wikipédia-szócikk ezen változatának fordításán alapul.  Az eredeti cikk szerkesztőit annak laptörténete sorolja fel. Ez a jelzés csupán a megfogalmazás eredetét és a szerzői jogokat jelzi, nem szolgál a cikkben szereplő információk forrásmegjelöléseként.

## Külső hivatkozások
- The excavations and survey between Wadi es-Sebua and Adindan, 1929–1931 by W. B. Emery & L. P. Kirwan